# Елисейски полета
Елисейски полета (на гръцки: Ήλύσιον πεδίον) в древногръцката митология е митично място, където блаженстват душите на героите и победителите.

## Митология
Според Омир то се намира на края на света. Там царствал светлокосият Радамант, син на Зевс; там след смъртта си трябвало да се пресели и царят на Спарта Менелай. В Елисей няма дъжд, сняг, бури и лошо време, но постоянно от океана вее зефир. Точното му местоположение не се указва.
Подобно на Островите на блажените, Елисейските полета изразяват традиционната представа за място, далеч на запад, където пребивават след смъртта си в пълно блаженство героите.
Думата Елисей (Елизиум) се среща на 2 места в древногръцката литература. Става дума за знаменитите творби на Омир „Илиада“ и „Одисея“. Поради тази причина се предполага, че именно Омир е измислил този своеобразен термин.

## Производни
Елисейски полета в превод е името на известното авеню „Шанз-Елизе“ в Париж.
Елисейски полета е също название и на място на планетата Марс.